# Risto Vidaković
Risto Vidaković (ur. 5 stycznia 1969 w Šekovići, Serbia) – serbski piłkarz grający na pozycji obrońcy, zawodnik m.in.: FK Crvena zvezda czy Real Betis.

## Kariera
Profesjonalną karierę rozpoczął w ostatnich dwóch sezonac Prvej Ligi Jugosłowiańskiej (sezon 1990/1991 i 1991/1992) w drużynie ze Sarajewa. Rozegrał 48 meczów strzelając cztery gole.
Na jesieni 1992 roku przeniósł się do jednej z lepszych Serbskich drużyn, FK Crvena zvezda. Rozegrał tam 64 gole przy czym strzelił siedemnaście goli. Opuścił klub w czerwcu 1994, gdzie przeszedł do klubu Real Betis. Spędził tam najwięcej czasu (sześć lat), rozegrał ponad 120 meczów zdobywając sześć goli.
W 2000 przeszedł do pierwszoligowego klubu z Pampeluny. Rozegrał jeden sezon w Primera División.
Ostatnim klubem zawodnika był ówczesny drugoligowy klub Polideportivo Ejido. Rozegrał także pełny jeden sezon grając w 14 meczach nie strzelając żadnej bramki.